# Fellerbachtalbrücke
Die Fellerbachtalbrücke (auch Talbrücke Feller Bach) ist eine rund 830 m lange Autobahnbrücke der A1 über den Feller Bach bei Fell-Fastrau in Rheinland-Pfalz. Die Brücke überspannt einen Teil der Gemeinde mit einer Höhe von 64 m. Nördlich der Brücke folgen unmittelbar das Autobahndreieck Moseltal und die Moseltalbrücke bei Schweich, südlich der Brücke folgt der Aufstieg der A1 in den Hunsrück mit der Molesbachtalbrücke.
Die Fellerbachtalbrücke wurde zusammen mit dem Autobahnteilstück der A1 vom Autobahndreieck Moseltal bis zur Ausfahrt Reinsfeld im Jahr 1983 für den Verkehr freigegeben.